# Віклув
Віклув (пол. Wikłów) — село в Польщі, у гміні Крушина Ченстоховського повіту Сілезького воєводства.
Населення — 167 осіб (2011).
У 1975-1998 роках село належало до Ченстоховського воєводства.

## Демографія
Демографічна структура станом на 31 березня 2011 року:
|          | Загалом | Допрацездатний вік | Працездатний вік | Постпрацездатний вік |
| -------- | ------- | ------------------ | ---------------- | -------------------- |
| Чоловіки | 85      | 21                 | 52               | 12                   |
| Жінки    | 82      | 18                 | 44               | 20                   |
| Разом    | 167     | 39                 | 96               | 32                   |